# Energiedrank

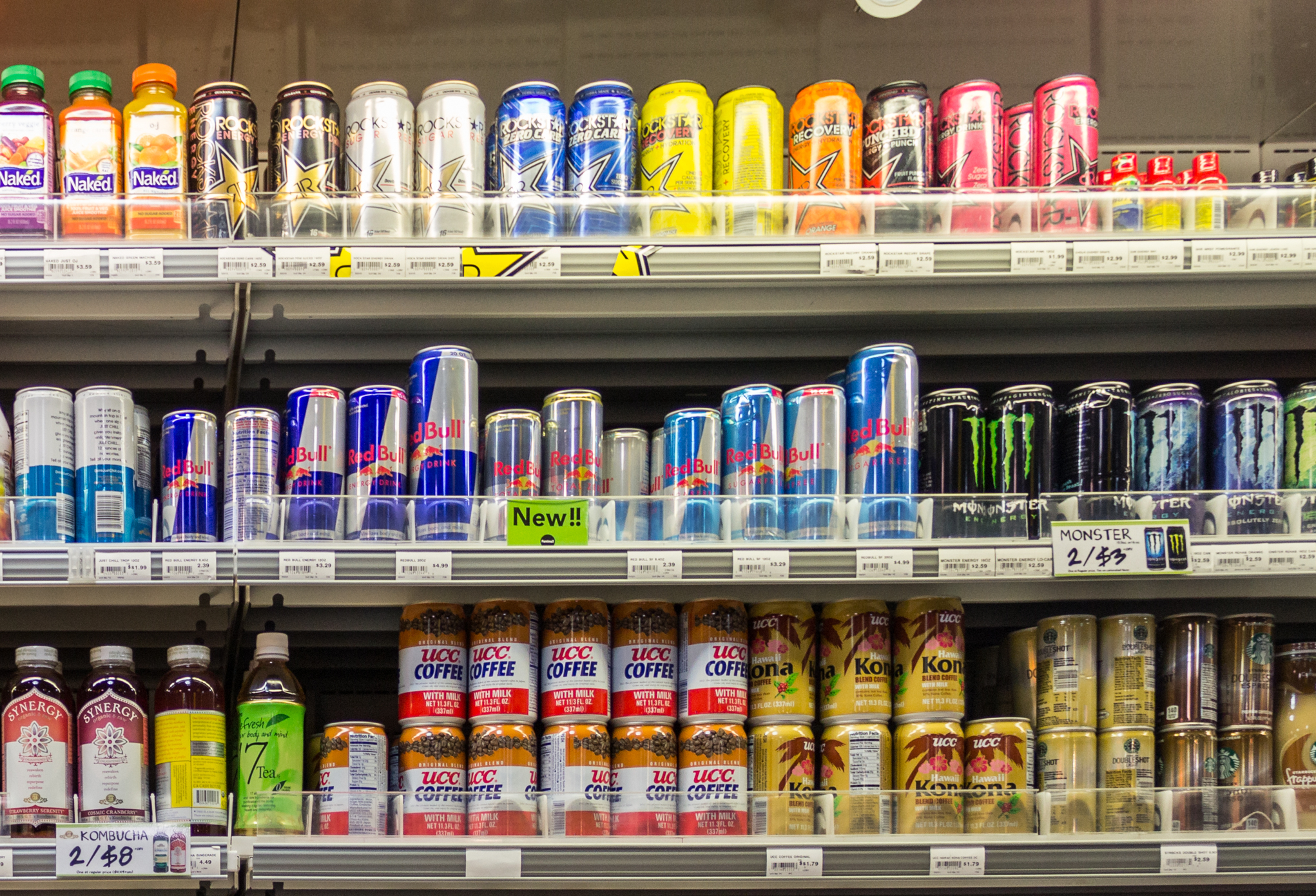
Winkelschap in de VS met energiedrankjes

Een energiedrank of energy drink is een drank die een stimulerende werking op mensen kan hebben. Er zijn twee soorten energiedrank: de zogenaamde sportdrank, vaak zonder koolzuur en met wat toegevoegde vitaminen, en dranken die aangeprezen worden voor het verbeteren van fysieke en mentale prestaties, hoewel deze werking soms wordt betwist. Dit artikel gaat over deze laatste categorie die vrijwel altijd onder de aanduiding energy drink wordt verkocht en waarvan een blikje van 25cl een hoeveelheid cafeïne of soortgelijk bestanddeel bevat, vergelijkbaar met een kop koffie.
Naar energiedrank is veel vraag. De omzet van merken als Monster, Burn en Red Bull nam in België tot 2010 vijf jaar lang jaarlijks met 10 procent toe. En er kwamen meer merken bij. De marketing richt zich met name op jonge consumenten. Na 2010 heeft vrijwel iedere Nederlandse supermarkt wel een eigen huismerk, of ander goedkoop merk, alsmede sommige drogisterijketens. Red Bull wordt het meest verkocht in de horeca en bij benzinestations, snackbars, frisdrankautomaten en dergelijke. In de supermarkt of drogist zijn de andere merken, met name de goedkopere, de meest verkochte energiedrankjes. Deze huismerken kosten vaak minder dan de helft van wat voor een A-merk gevraagd wordt.

## Ingrediënten
Ingrediënten die in de meeste energiedranken voorkomen zijn:
- Water
- Suiker. Met uitzondering van de suikervrije varianten bevatten energiedrankjes zeer veel suiker: 105 à 149 gram per liter, vergelijkbaar met frisdranken als cola.[1]
- Cafeïne (vaak ook in de vorm van guaraná). De meeste energiedranken bevatten 320 mg cafeïne per liter, conform de maximum toegelaten hoeveelheid cafeïne in gearomatiseerde drankjes zonder alcohol die in een gewone winkel te koop zijn. Vitaminestores en winkels met bodybuildingproducten verkopen vaak wel zeer sterke energiedranken, die vaak alleen per 12 of 24 te koop zijn in 2022.[1] Bullit en enkele huismerken van winkelketens bevatten iets minder cafeïne, 300 mg per liter. Een blikje van 250 ml bevat dan met 80 mg ongeveer evenveel cafeïne als een gemiddelde kop koffie.

De aanbevolen doses voor cafeïne hangen af van de leeftijd en de gezondheidstoestand van de persoon. Voor een volwassene wordt een maximum van 400 mg per dag aangeraden. Voor een kind bedraagt de toelaatbare dagelijkse dosis 2,5 mg per kilogram lichaamsgewicht: d.i. 45 mg per dag op de leeftijd van 5 à 6 jaar, 60 mg per dag rond de leeftijd van 7 à 9 jaar en 85 mg per dag voor kinderen van 10 à 12 jaar. Energiedranken die te koop zijn bij (online)winkels met sportsupplementen kunnen een dosis bevatten van 200 mg cafeïne bij een blikje van ongeveer 355 ml. Dat is een extreem hoge dosering. Vaak bevatten zulke drankjes geen suiker en mogen ze niet in andere winkels verkocht worden, omdat het voor een kind, zwangere vrouw of een zieke volwassene gevaarlijk kan zijn zo'n blikje te drinken. Ook zijn er de zogenaamde amino-energy drinks, van 25 cl (het meest verkochte formaat) en met 100 mg cafeïne, meer dan het gemiddelde. Deze blikjes bevatten geen suiker, wel aminozuren en ook extra vitaminen en elektrolyten. De prijs is redelijk hoog en alleen bij vitaminestores te verkrijgen op het internet. Er zijn ook allerlei capsules of tabletten verkrijgbaar met oppeppende ingrediënten, zoals guarana, groene thee, koffie-extract en pure cafeïne, met doseringen tot 260 mg per eenheid. Het etiket bevat informatie en een waarschuwing een arts te raadplegen alvorens deze middelen te gebruiken en een waarschuwing dat het niet geschikt is voor vrouwen en kinderen tot 18 jaar.
- Taurine of glucuronolacton. Volgens de Europese Autoriteit voor voedselveiligheid is de blootstelling aan taurine en glucuronolacton via regelmatige consumptie van energiedrankjes geen reden voor bezorgdheid, uitgaande van een gemiddelde consumptie van 125 ml (half blikje) per persoon per dag en een hoge dagelijkse consumptie van 350 ml (1,4 blikje). De waargenomen negatieve gezondheidseffecten zijn vooral toe te schrijven aan de consumptie van grote hoeveelheden cafeïne.[2]
- Vitaminen (vaak de B-groep, waaronder ook inositol)
- Mineralen
- Kunstmatige smaakstoffen
- Kleurstoffen
- Ginseng, verbetert de concentratie en beweging.

Vaak worden aan energiedrankjes stoffen toegevoegd die het effect van cafeïne versterken. Guaraná bevat eveneens 40 tot 90 mg cafeïne en aan cafeïne verwante stoffen per gram droge stof en heeft hetzelfde stimulerende effect. Ook taurine zou de effecten van cafeïne op het zenuwstelsel kunnen versterken. Dieet- of lightvarianten bevatten de zoetstoffen acesulfaam-K, aspartaam en/of sucralose.

## Soorten

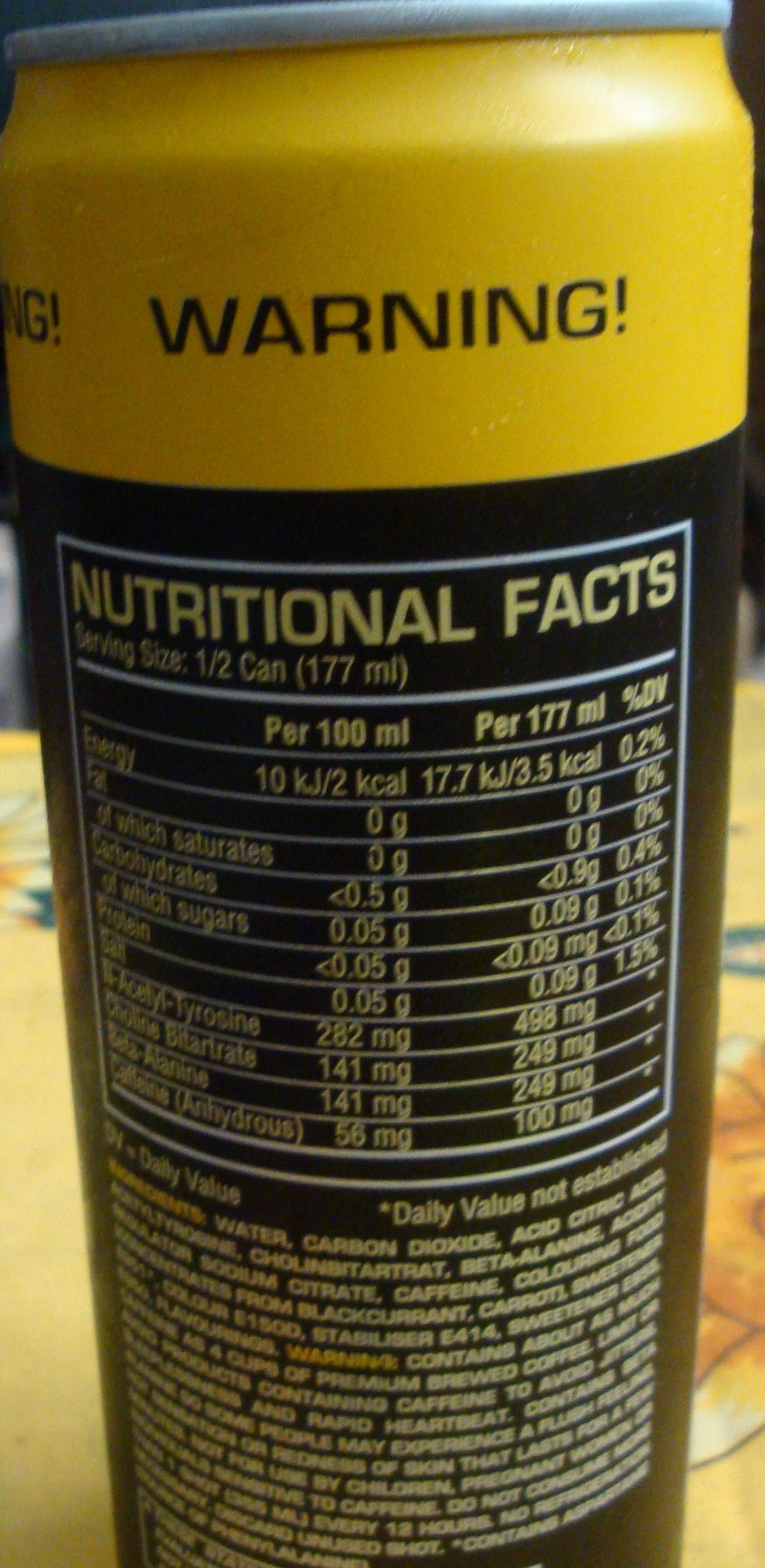

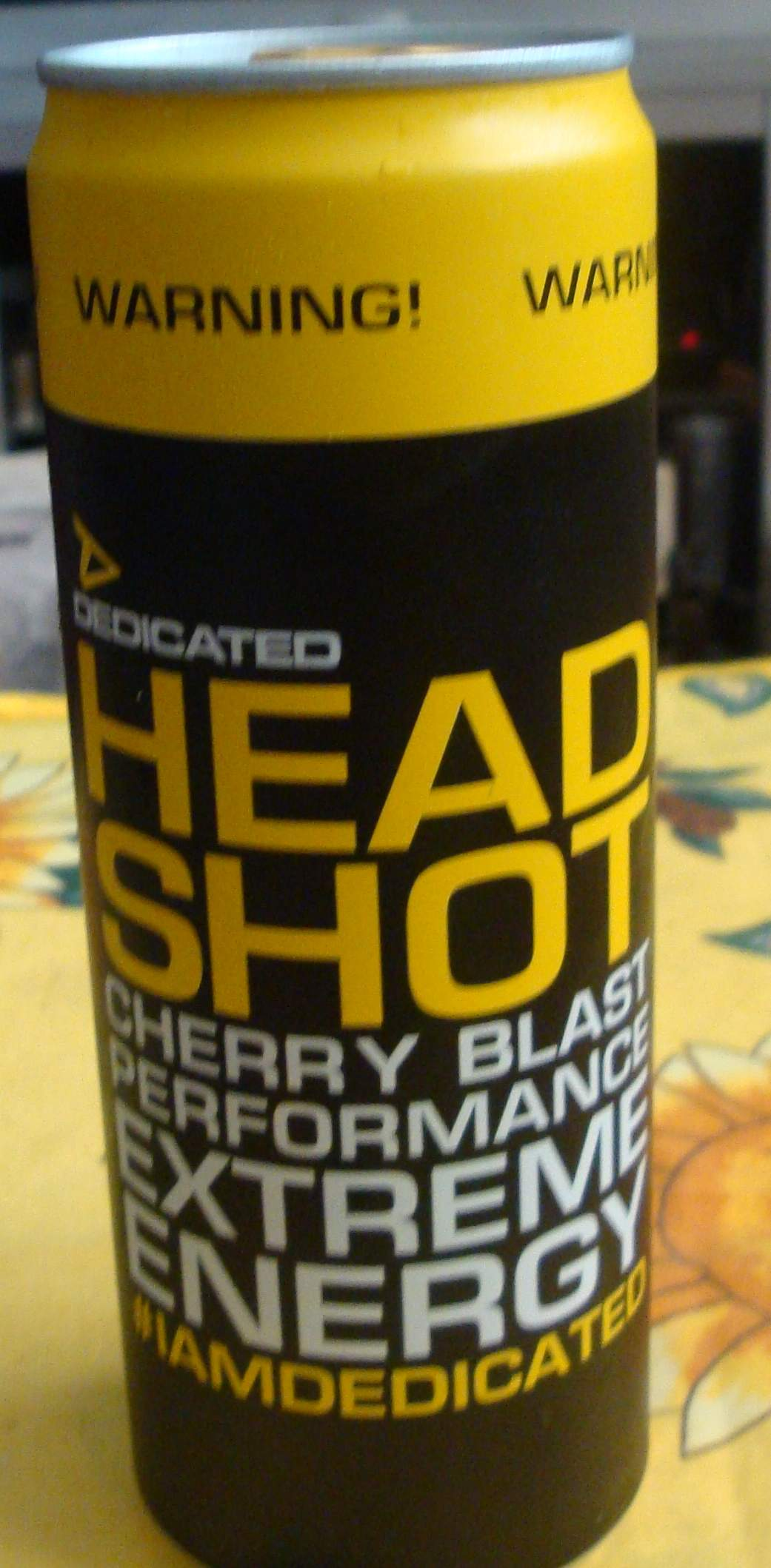
Een van de sterkste energy drinks, voor sporters, niet in een reguliere winkel te koop. Bevat o.a. bijna 1000 mg L-Tyrosine en 200 mg cafeïne per blikje van 365 ml en is vrijwel suikervrij.

Energiedranken werden in het begin, in de jaren 90, vooral in blikjes van 25 cl verkocht, deze waren toen alleen nog van Red Bull en Bullit. Daar kwam vanaf de 21e eeuw verandering in. Sinds 2008 zijn er verpakkingen van 33 cl en 355 ml in een langwerpig blikje. Ook kwamen er blikjes met 473 ml, 500 ml, 553 ml en 568 ml (Bullit). De variant van 568 ml bevatte 30 mg cafeïne per 100 ml en geen 32 mg, omdat anders de wettelijke hoeveelheid cafeïne die in een drankje mag voorkomen wordt overschreden. Deze variant is niet meer te koop sinds 2016. Sommige merken verkopen varianten met andere smaken, of een light-versie. Ook bracht Red Bull een petfles van 33 cl op de markt, die gefaseerd weer uit de handel is genomen na 2015. Nu worden vooral varianten van 250 ml verkocht. Ook waren er kleine plastic buisjes op de markt, de zogenoemde 'energyshots'. Deze buisjes bevatten een iets hogere hoeveelheid taurine en cafeïne dan een blikje met 25 cl energiedrank, maar niet de grote hoeveelheid vocht en veel minder suiker. In Duitsland wilde men deze buisjes verbieden, omdat men in zeer korte tijd enorme hoeveelheden taurine en cafeïne kon binnenkrijgen aangezien de verhouding van het gehalte van deze stoffen veel hoger was dan in een regulier blikje. Red Bull begon met deze buisjes, waarna Kruidvat volgde met een goedkopere variant. Dat bedrijf heeft in 2012 de buisjes weer uit de handel genomen. Coca Cola kwam, voornamelijk buiten Europa, in 2009 met Burn energyshot maar nam het in 2011 weer gefaseerd uit de handel. Red Bull energyshots zijn in Nederland niet meer te koop. Energy shots zijn sinds 2016 weer verkrijgbaar bij voornamelijk drogisten die gespecialiseerd zijn in voedingssupplementen voor sporters of online winkels, bijvoorbeeld voor bodybuilding of cardiotraining, vaak alleen in trays van 12 stuks te koop. Deze mogen niet aan kinderen worden verkocht.
Fabrikanten maakten gebruik van de populariteit van de energiedrankjes, waardoor er ook transparante plastic flesjes energiedrank met cafeïne uit guaraná, bijvoorbeeld met een gehalte van 24 mg cafeïne per 100 ml, op de markt kwamen, die door de aanwezige vruchtensap, het iets lagere gehalte aan suiker dan de standaard blikjes energiedrank, de afwezigheid van taurine en door de gekozen merknaam, leken op 'gezonde' drankjes in tegenstelling tot de al langer bestaande blikjes. De drankjes zijn langzaam uit de handel genomen en konden niet concurreren met de populaire blikjes. In snoepvorm verscheen ook een variant, zakken ronde snoepballetjes met (een lage hoeveelheid) cafeïne, taurine en enkele b-vitamines van een bekend snoepmerk zijn sinds begin 2014 te koop in Nederland en België. Later kwam ook de energy gum, een soort kauwgom, met o.a. cafeïne.
Vrijwel alle supermarkten hebben tussen 2019 en 2022 de halve-liter-blikken uit de schappen gehaald. Kruidvat had de halve liters tijdelijk uit de schappen gehaald en kleinschalig weer ingevoerd in 2019, met een hogere prijs. In 2021 zijn ze helemaal verdwenen. In sommige steden of dorpen werden ze in 2019 niet meer verkocht en in andere steden en dorpen, zoals Amsterdam, nog wel. Men wil voorkomen dat mensen te veel drinken, vooral kinderen en (zwangere) vrouwen, waarvoor de drankjes gevaarlijk kunnen zijn. Er is nog geen leeftijdslimiet voor het kopen van energiedranken (energy drinks). Een enkele supermarkt heeft een adviesleeftijd bij het vak geplaatst, zoals Albert Heijn. Vaak is dat 16 jaar. Vanaf 2023 zijn de blikken van een halve liter, vrijwel helemaal uit de schappen verdwenen, op een merk na. Op internet zijn ze soms nog wel te koop, voor vrij hoge prijzen, bij sportwinkels die ook voedingssupplementen verkopen. De halve liters zijn eind 2024 nog in vele winkels verkrijgbaar, in België, ook 473 ml-blikken.

### Flesjes
In de horeca worden flesjes Red Bull geserveerd (met een glas erbij). Deze flesjes, die bijna wereldwijd verkrijgbaar zijn, zijn over het algemeen niet in de winkel te koop.

## Effect van energiedrank

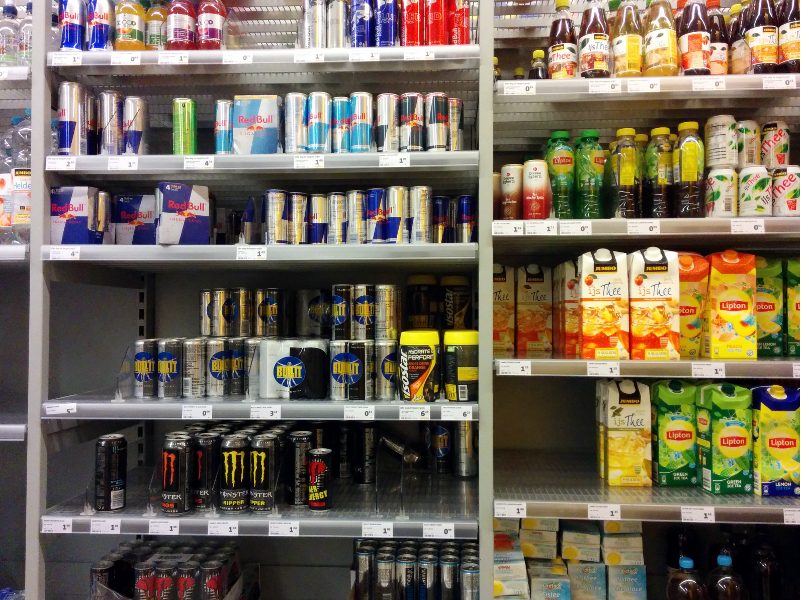
Energiedranken worden als gezond en oppeppend in de markt gezet. In de supermarkten staan ze tussen de ijsthee en vruchtendranken.

Men kan in het algemeen stellen dat het effect komt van de toegevoegde cafeïne, ook de hoeveelheid suiker die in de drankjes zit kan de prestaties (kortdurend) verhogen. Ook andere stoffen, zoals taurine, leiden volgens de fabrikanten tot prestatieverhoging. Deze bewering is echter omstreden.
Een effect op het concentratievermogen of cognitieve prestaties kon niet aangetoond worden in een wetenschappelijke studie. Ook op de sportprestaties kon de invloed niet worden aangetoond, hoewel een onderzoek uit 2001 wél een effect vond. Wel kon aangetoond worden dat bestuurders op lange autoritten langer wakker konden blijven. Dit effect is waarschijnlijk volledig toe te schrijven aan het effect van de cafeïne. Voor wat betreft invloed op de reactiesnelheid lijkt taurine geen meerwaarde te hebben. In onderzoek lijkt taurine het effect van cafeïne zelfs te verminderen.
Negatieve effecten, vooral bij hoge doses, zijn gejaagdheid (stress en/of een angstig en paniekerig gevoel), verhoging van- en schommeling van de bloedglucosespiegel, kortstondige osmotische diarree, hoofdpijn, hartkloppingen en misselijkheid. Bij regelmatig of dagelijks gebruik draagt het ook bij aan het ontstaan van overgewicht, maag- en darmproblemen en tandbederf. Indien cafeïne en andere bestanddelen zoals taurine nog in een te hoge concentratie in het bloed aanwezig zijn, kan dit leiden tot slapeloosheid, wat overdag weer kan leiden tot slaperigheid. Bij langdurig gebruik kan hier een vicieuze cirkel ontstaan. Men drinkt de drankjes om slaperigheid en vermoeidheid tegen te gaan, maar kan niet slapen doordat men bijvoorbeeld in de avonduren ook nog energiedrank nuttigt.
Mensen die vaak energiedrankjes drinken, kunnen tolerantie opbouwen en op die manier op een gegeven moment in de avond en bijvoorbeeld ook nog een blikje voor het slapen drinken zonder dat men er van wakker ligt. Deze tolerantie is vaak een teken van verslaving, wat de gezondheid en een gezonde slaap aan kan tasten.

## Risico's
De Deense overheid pleitte in september 2010 voor een waarschuwing op de verpakking van energiedranken dat volwassenen niet meer dan 50 centiliter per dag moeten consumeren. Voor jongeren onder de 18 is dat niet meer dan 25 centiliter per dag. Ook moet er op komen te staan dat het product niet gebruikt mag worden door kinderen onder de tien jaar evenals door zwangere vrouwen.
In 2010 pleitte de Belgische consumentenorganisatie OIVO ook al voor een verbod op de verkoop aan jongeren. Het Duitse Bundesinstitut für Risikobewertung liet in 2010 weten voor een verbod op energyshots te zijn (welke naar verhouding meer cafeïne of taurine dan energydrinks bevatten). De energyshots zijn niet meer in de supermarkt en standaarddrogisterij verkrijgbaar.
Het Franse voedselveiligheidagentschap AFSSA heeft tussen 2001 en 2006 zelfs tot viermaal toe negatieve adviezen uitgevaardigd over energiedranken, alvorens het in juli 2008 uiteindelijk moest zwichten voor de grote Europese druk.
In 2012 werden er in Nederland Kamervragen gesteld aan de minister van Volksgezondheid, Welzijn en Sport met als doel de energiedranken uit de schappen van de supermarkten te halen teneinde de jeugd te beschermen tegen de nadelige effecten van (overmatige) consumptie.
Een 'overdosis' energiedrank kan, vooral bij kinderen en volwassen mensen met diabetes en/of een afwijking aan hart en bloedvaten, leiden tot een beroerte of een hartaanval. In het ergste geval leidt het consumeren van energiedranken tot de dood, vooral als iemand door een aandoening of ziekte gevoeliger is voor de nadelige effecten van de energiedranken en met name door de enorme hoeveelheden cafeïne in de drankjes. Monster Energy heeft een zeer hoge zuurgraad, wat tijdens het drinken ervan bij gevoelige personen al tot problemen kan leiden, zoals misselijkheid, (lichte) maagklachten en (lichte) diarree.

### Combinatie met alcohol, drugs of medicijnen
Het mixen van energiedrank met alcohol kan iemand het gevoel geven minder gedronken te hebben dan het geval is, waardoor men meer gaat drinken dan de bedoeling is aangezien cafeïne een oppeppende werking en alcohol een dempende werking op het zenuwstelsel heeft. Maar cafeïne vermindert de werking van alcohol niet en alcohol vermindert de werking van cafeïne niet. De combinatie in hoge doseringen is wel af te raden omdat het lijkt alsof men minder alcohol geconsumeerd heeft dan het geval is. Daardoor kan men meer alcohol gaan consumeren omdat het gewenste effect nog niet bereikt is of lijkt. Beide stoffen drijven ook vocht af en putten het lichaam uit met een vitamine B-tekort als gevolg en een mogelijk verhoogd katergevoel. In discotheken is de combinatie van Wodka met Red Bull sterk verbreid. Het tussendoor nuttigen van water, liefst koud, en een verhoogd gebruik van thiamine (vitamine b1) kunnen mogelijke katerverschijnselen weer verminderen, maar zeker niet wegnemen.
Deze vormen van misbruik kunnen het lichaam uitputten met enorme vermoeidheid of zelfs depressie en schimmelinfecties als gevolg. Ook verhogen energiedrankjes de bloedsuikerspiegel, wat nadelig kan zijn voor diabetici (type 1 en 2) of mensen met een erfelijke aanleg voor diabetes mellitus type-2. Diabetes mellitus type-2 is een multifactoriële aandoening (levensstijl, voeding en erfelijkheid kunnen een rol spelen bij het ontstaan ervan).

### Uitdroging
Er wordt gezegd dat de combinatie van energiedrank met alcohol gevaarlijk is omdat de cafeïne en de alcohol samen zorgen voor sterke uitdrogingsverschijnselen. In theorie is het inderdaad mogelijk uitgedroogd te raken van te grote hoeveelheden alcohol en cafeïne in combinatie, in de praktijk is vooral de kater het probleem.

#### Uitdroging en sport
Voor, tijdens, of na het sporten wordt energiedrank ook afgeraden, aangezien het een uitdrogend effect heeft en men tijdens en rondom het sporten juist meer vocht nodig heeft. Energiedrankjes zijn geen sportdrankjes.

### Hart- en bloedvaten
Over energiedrank wordt vaak gezegd dat ze een aanslag is op de gezondheid (hart en bloedvaten). Uit Australisch onderzoek bleek dat al na één suikervrij blikje van 250 ml Red Bull de "kleverigheid" van de bloedplaatjes toenam, waardoor het risico van stolselvorming toeneemt. In een publicatie over energiedrankjes van het Duitse Rijksinstituut voor Risicobepaling worden hartritmestoornissen, toevallen, nierfalen en overlijden genoemd na het drinken van energiedrankjes. Hoewel een oorzakelijk verband met het drinken van energiedrankjes onduidelijk is, raadt dit instituut mensen met hoge bloeddruk en hart- en vaatziekten voorzichtigheid aan bij het drinken van energiedrankjes totdat er grotere studies naar dit mogelijke verband zijn uitgevoerd. Door het National Poisons Information Centre in Ierland zijn in de jaren 1999-2005 zeventien gevallen geregistreerd van verwardheid, tachycardie (versnelde pols) en insulten na het drinken van energiedrankjes, waaronder twee met dodelijke afloop.
Verder kunnen energiedrankjes bij daarvoor gevoelige personen leiden tot een fatale hartritmestoornis.
Daarentegen zitten er ook veel b-vitamines en taurine in energiedranken die een positief effect op de gezondheid kunnen hebben en mogelijk een prestatieverhogend effect hebben, dat echter te verwaarlozen is vergeleken met de werking van de cafeïne. Ook zijn B-vitamines wateroplosbaar en is de kans op een goede opname klein. Het is niet zo dat de toegevoegde vitamines het nadelige effect van de cafeïne en de suiker compenseren. Opvallend is dat thiamine (vitamine B1) in de drankjes ontbreekt. Thiamine is essentieel bij het metabolisme van koolhydraten, dus de verwerking van de in energiedrank aanwezige suikers door het lichaam. Veelvuldig gebruik van energiedranken, koffie en of alcohol kan zorgen voor uitdroging en voor een tekort aan thiamine.

### Tanderosie

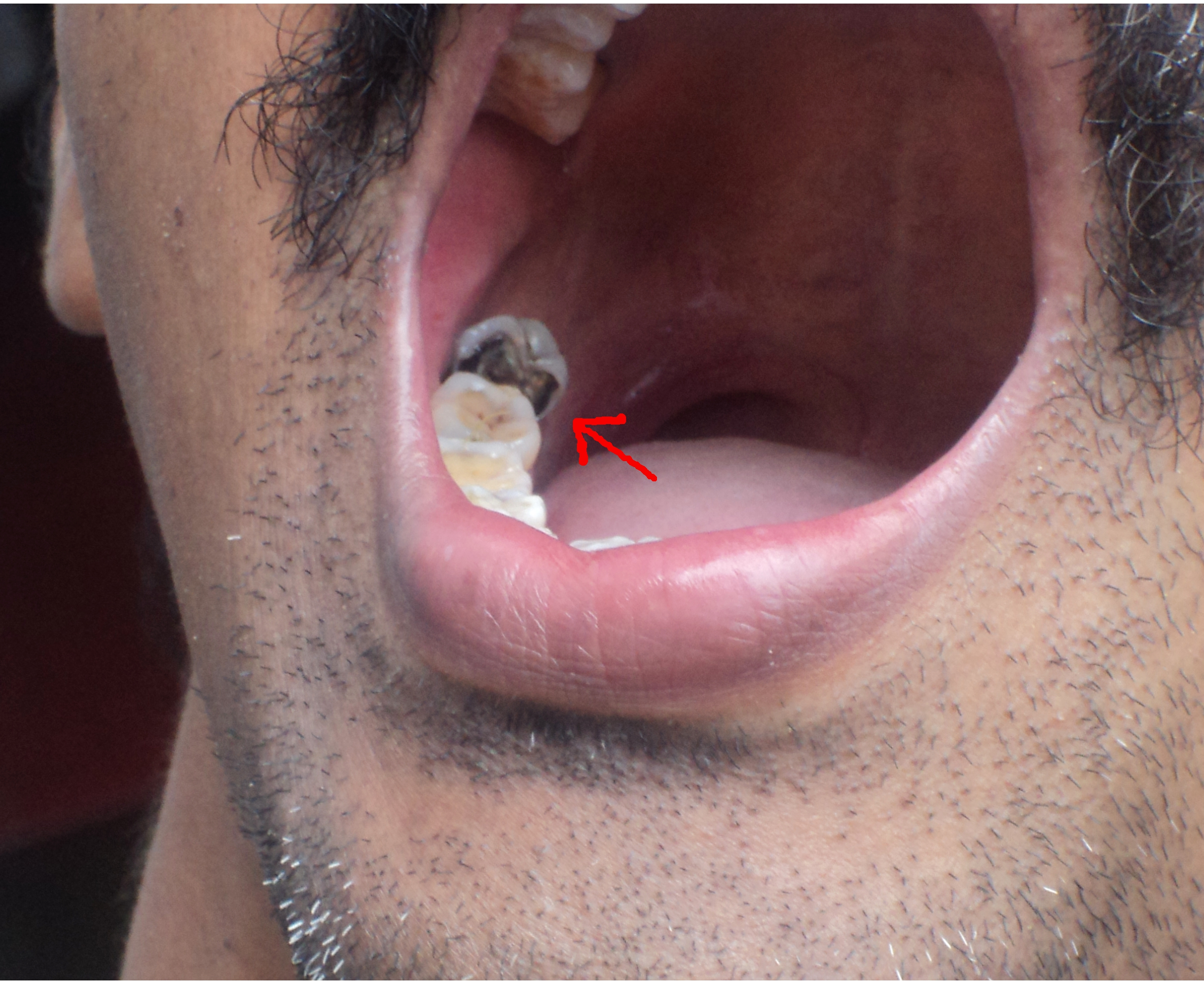
Tanderosie kan leiden tot cariës.

Ook zijn de drankjes vanwege het suikergehalte, maar vooral ook vanwege de zuurgraad, een aanslag op het gebit. De grote hoeveelheid voedingszuren veroorzaakt tanderosie (het afslijten van de glazuurlaag van de tanden).

### Verslaving
Verslaving komt voor, vergelijkbaar met verslaving aan koffie. Zelfs kinderen zijn soms verslaafd aan deze energiedrankjes, waarvan de B-merken relatief goedkoop zijn.
Bij verslaving zijn de ontwenningsverschijnselen vaak na 5-10 dagen voorbij. Ze bestaan vooral uit hoofdpijn, concentratiestoornissen, lichte depressie, het gemis van het middel, vermoeidheid en persoonsgebonden symptomen. De genoemde symptomen hoeven niet altijd op te treden. Bij extreem hoog gebruik is het verstandig de blikjes af te bouwen, door elke dag een blikje minder te nemen. Verslaving aan energiedrank is overigens niet helemaal hetzelfde als verslaving aan cafeïne (in de vorm van koffie). Bij energiedrank speelt suiker, taurine en glucuronolacton waarschijnlijk ook een rol. Indien er sprake is van verslaving en men afbouwt of acuut stopt, is het slagen hiervan ook afhankelijk van of men bijvoorbeeld koffie of andere cafeïnehoudende dranken drinkt alsmede dranken met hoge gehaltes aan geraffineerde suiker, zoals frisdranken. Over het algemeen kan gesteld worden dat als er echt sprake is van verslaving, het ook noodzakelijk is andere dranken met (een deel van) dezelfde stoffen ook niet (meer) te gebruiken. Sommige mensen zijn zowel lichamelijk als psychisch afhankelijk van energiedrankjes en hebben soms veel meer moeite om te stoppen met deze drankjes. Geraffineerde suikers en cafeïne zijn echter niet of nauwelijks nodig om normaal te kunnen functioneren. De verslaving zit vaak tussen de oren en heeft hetzelfde mechanisme als met roken. De cafeïne zorgt voor een licht gevoel van gemis, wat de drinker ziet als 'trek in een blikje'. Ook de hoofdpijn en concentratiestoornissen bij het staken van de blikjes kunnen een reden zijn er weer mee te beginnen. Het lichaam moet weer omschakelen, wat gemiddeld tien dagen duurt, soms korter en meestal niet meer dan drie weken.

### Zwangerschap
De Belgische consumentenorganisatie OIVO wijst op de gevaren van energiedrank voor zwangeren en raadt zwangere vrouwen daarom het gebruik van energiedrank af.

## Oorsprong
Het idee voor energiedranken komt uit Japan. Hier kregen piloten na de Tweede Wereldoorlog het idee taurine te gebruiken om hun vermoeidheid te verdrijven na een lange vlucht. Als gevolg hiervan kwam een drankje met de naam Lipovitan-D in de mode. Dit sloeg over naar Thailand van waaruit de "uitvinder" van Red Bull het idee mee naar Europa nam. Door een gelikte marketingstrategie werd het populair bij de alternatieve jeugd en in de clubscene (bijvoorbeeld techno, mountain biking en snowboarding).

## Marketing

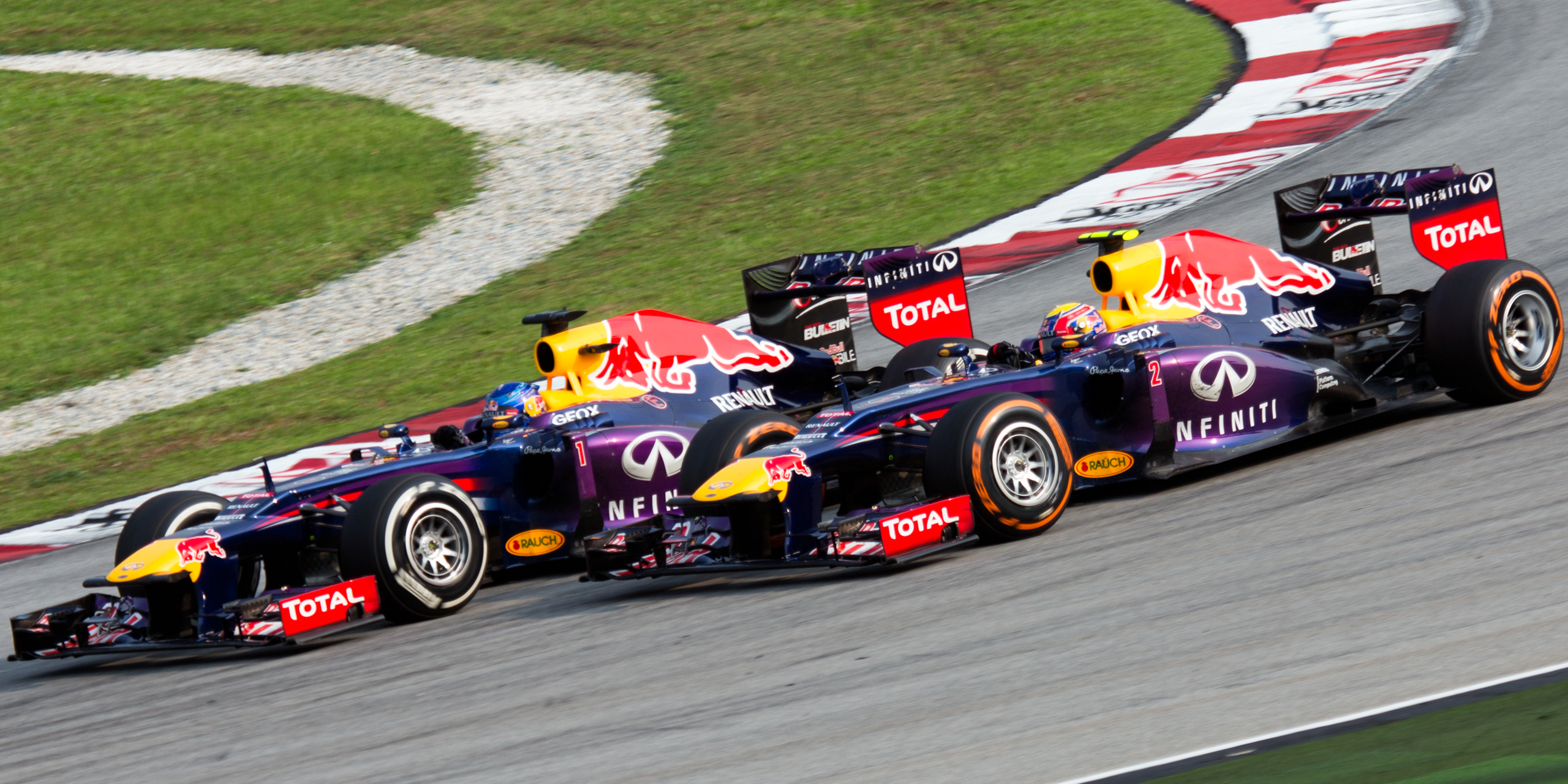
Het Red Bull Racing F1-team

Fabrikanten van energiedranken benadrukken het oppeppende effect dat de dranken hebben. Alertheid en scherpte maar ook een gevoel van euforie worden toegeschreven aan de ingrediënten. Populaire artiesten, tv-persoonlijkheden en spectaculaire sporten worden gesponsord door met name Red Bull en Monster Energy. Taurine en ginseng zouden volgens marketinguitingen een positief effect hebben op de gezondheid. Energiedranken worden in de supermarkten in Nederland en België naast ijsthee en vruchtendranken of zelfs water in de schappen geplaatst.